# ONE: Bad Blood
ONE: Bad Blood fue un evento de deportes de combate producido por ONE Championship llevado a cabo el 11 de febrero de  2022, en el Singapore Indoor Stadium en Kallang, Singapur.

## Historia
Bibiano Fernandes estaba programado para hacer la segunda defensa de su título de peso gallo de ONE contra John Lineker en el evento estelar del evento. Sin embargo, Lineker dio positivo por COVID días antes del evento y la pelea fue trasladada a ONE: Lights Out.
Una pelea por el Campeonato Interino de Peso Pesado de ONE entre el ruso Anatoliy Malykhin y el bielorruso Kirill Grishenko estaba programado para ONE: Only the Brave. Sin embargo, la pelea fue trasladada a este evento y promovida al evento principal.
El ex-Campeón de Muay Thai de Peso Mosca de ONE Jonathan Haggerty hizo su regreso en el evento enfrentando al rankeado #4 Mongkolpetch Petchyindee Academy.
Una pelea de peso paja entre el ex-campeón de peso paja de ONE Yosuke Saruta y Gustavo Balart estaba planeada para el evento. Sin embargo, Saruta dio positivo por COVID días antes del evento y la pelea fue trasladada a ONE 156.
Una pelea de peso wélter entre el ex-retador titular de peso mediano Ken Hasegawa y el invicto Murad Ramazanov estaba programada para el evento. Sin embargo, Hasegawa se lesionó y la pelea fue cancelada.
Jenelyn Olsim estaba programda para enfrentar a Jihin Radzuan en una pelea de peso átomo femenino. Sin embargo, dos días antes del evento, Olsim se retiró de la pelea por una lesión y fue reemplazada por Mei Yamaguchi.

## Resultados
1. ↑  Por el Campeonato Mundial Interino de Peso Pesado de ONE.

## Récord establecido
Luego de su victoria por el Campeonato Interino de Peso Pesado de ONE, Anatoliy Malykhin recibió dos bonos de $50.000 en vez uno, siendo la primera vez que esto sucede desde la reintroducción de los bonos de Actuación de la Noche.

## Bonificaciones
Los siguientes peleadores recibieron bonos:
- $100,000 Actuación de la Noche: Anatoliy Malykhin
- $50,000 Actuación de la Noche: Jonathan Haggerty y Woo Sung Hoon